# 西利
西利（にしり）は、京都府京都市下京区に本社を置き、主に京漬物の製造・販売を行っている食品メーカーである。
また、ギャラリー等の運営も手掛けている。

## 沿革

### 年表
- 1940年 - 平井太郎が奉公先の老舗の漬物屋「西利漬物店」からのれん分けを受けて創業[1]
- 1990年6月 - 創業50年を記念して西本願寺前に本社ビルを建設[1]。
- 1994年4月 - 2代目社長の平井義久が黄綬褒章を受章[2]。

## 製品
あじわいぷっちょしば漬味
京都造形芸術大学（現・京都芸術大学）の学生らがUHA味覚糖と共同で「京都のお土産としても買いたくなる商品の開発」をテーマとして取り組み、200を超える案の中から「しば漬け味」が採用された。

## テレビ番組
- 日経スペシャル カンブリア宮殿 漬物だけじゃない 京漬物店の伝統と革新（2021年11月18日、テレビ東京）- 西利社長 平井誠一出演[4]。